# IBU-Junior-Cup 2017/18
Der IBU-Junior-Cup 2017/18 wurde zwischen dem 8. Dezember 2017 und dem 4. März 2018 ausgetragen. Es handelte sich um die zweite Austragung der höchsten, von der IBU organisierten, Rennserie für Juniorinnen und Junioren im Biathlon.
Höhepunkt der Saison waren die Biathlon-Juniorenweltmeisterschaften im estnischen Otepää. Diese Wettkämpfe flossen auch in die Wertung des IBU-Junior-Cups mit ein.

## Austragungsorte
|  |

|  |

| Nové Město |

| Otepää |

|  |

|  |

|  |

| Nové Město |

| Otepää |

|  |

| Obertilliach |

| Ridnaun |

| Pokljuka |

| Obertilliach |

| Ridnaun |

| Pokljuka |

## Wettkampfkalender
| Datum                            | Ort          | Wettkämpfe                                                      |
| -------------------------------- | ------------ | --------------------------------------------------------------- |
| 8.–10. Dezember 2017             | Obertilliach | Sprint, Sprint                                                  |
| 14.–16. Dezember 2017            | Ridnaun      | Einzel, Sprint                                                  |
| 25.–27. Januar 2018              | Nové Město   | Sprint, Sprint                                                  |
| 30. Januar–4. Februar 2018 (JEM) | Pokljuka     | Single-Mixed-Staffel, Mixed-Staffel, Einzel, Sprint, Verfolgung |
| 26. Februar–2. März 2018 (JWM)   | Otepää       | Staffel, Einzel, Sprint, Verfolgung                             |

## Juniorinnen
| 1. IBU-Junior-Cup in Obertilliach, 8. – 10. Dezember 2017 | 1. IBU-Junior-Cup in Obertilliach, 8. – 10. Dezember 2017 | 1. IBU-Junior-Cup in Obertilliach, 8. – 10. Dezember 2017 | 1. IBU-Junior-Cup in Obertilliach, 8. – 10. Dezember 2017 | 1. IBU-Junior-Cup in Obertilliach, 8. – 10. Dezember 2017 |
| --------------------------------------------------------- | --------------------------------------------------------- | --------------------------------------------------------- | --------------------------------------------------------- | --------------------------------------------------------- |
| Datum                                                     | Disziplin                                                 | Erster Platz                                              | Zweiter Platz                                             | Dritter Platz                                             |
| 9. Dezember 2017 (Sa.)                                    | Sprint (7,5 km)                                           | Myrtille Bègue                                            | Camille Bened                                             | Lou Jeanmonnot                                            |
| 10. Dezember 2017 (So.)                                   | Sprint (7,5 km)                                           | Sophia Schneider                                          | Vanessa Voigt                                             | Camille Bened                                             |

| 2. IBU-Junior-Cup in Ridnaun, 14. – 16. Dezember 2017 | 2. IBU-Junior-Cup in Ridnaun, 14. – 16. Dezember 2017 | 2. IBU-Junior-Cup in Ridnaun, 14. – 16. Dezember 2017 | 2. IBU-Junior-Cup in Ridnaun, 14. – 16. Dezember 2017 | 2. IBU-Junior-Cup in Ridnaun, 14. – 16. Dezember 2017 |
| ----------------------------------------------------- | ----------------------------------------------------- | ----------------------------------------------------- | ----------------------------------------------------- | ----------------------------------------------------- |
| Datum                                                 | Disziplin                                             | Erster Platz                                          | Zweiter Platz                                         | Dritter Platz                                         |
| 15. Dezember 2017 (Fr.)                               | Einzel (12,5 km)                                      | Irene Lardschneider                                   | Marina Sauter                                         | Paula Botet                                           |
| 16. Dezember 2017 (Sa.)                               | Sprint (7,5 km)                                       | Marina Sauter                                         | Lou Jeanmonnot                                        | Sophia Schneider                                      |

| 3. IBU-Cup in Nové Město, 25. – 27. Januar 2018 | 3. IBU-Cup in Nové Město, 25. – 27. Januar 2018 | 3. IBU-Cup in Nové Město, 25. – 27. Januar 2018 | 3. IBU-Cup in Nové Město, 25. – 27. Januar 2018 | 3. IBU-Cup in Nové Město, 25. – 27. Januar 2018 |
| ----------------------------------------------- | ----------------------------------------------- | ----------------------------------------------- | ----------------------------------------------- | ----------------------------------------------- |
| Datum                                           | Disziplin                                       | Erster Platz                                    | Zweiter Platz                                   | Dritter Platz                                   |
| 26. Januar 2018 (Fr.)                           | Sprint (7,5 km)                                 | Lou Jeanmonnot                                  | Hanna Kebinger                                  | Myrtille Bègue                                  |
| 27. Januar 2018 (Sa.)                           | Sprint (7,5 km)                                 | Sophia Schneider                                | Lou Jeanmonnot                                  | Sophie Chauveau                                 |

| 3. Offene Junioren-Europameisterschaften in Pokljuka, 30. Januar – 4. Februar 2018 | 3. Offene Junioren-Europameisterschaften in Pokljuka, 30. Januar – 4. Februar 2018 | 3. Offene Junioren-Europameisterschaften in Pokljuka, 30. Januar – 4. Februar 2018 | 3. Offene Junioren-Europameisterschaften in Pokljuka, 30. Januar – 4. Februar 2018 | 3. Offene Junioren-Europameisterschaften in Pokljuka, 30. Januar – 4. Februar 2018 |
| ---------------------------------------------------------------------------------- | ---------------------------------------------------------------------------------- | ---------------------------------------------------------------------------------- | ---------------------------------------------------------------------------------- | ---------------------------------------------------------------------------------- |
| Datum                                                                              | Disziplin                                                                          | Erster Platz                                                                       | Zweiter Platz                                                                      | Dritter Platz                                                                      |
| 1. Februar 2018 (Do.)                                                              | Einzel (12,5 km)                                                                   | Tamara Steiner                                                                     | Amy Baserga                                                                        | Walerija Wasnezowa                                                                 |
| 3. Februar 2018 (Sa.)                                                              | Sprint (7,5 km)                                                                    | Walerija Wasnezowa                                                                 | Polina Schewnina                                                                   | Sophie Chauveau                                                                    |
| 4. Februar 2018 (So.)                                                              | Verfolgung (10 km)                                                                 | Polina Schewnina                                                                   | Elvira Öberg                                                                       | Sophie Chauveau                                                                    |

| 55. Biathlon-Juniorenweltmeisterschaften in Otepää, 26. Februar – 4. März 2018 | 55. Biathlon-Juniorenweltmeisterschaften in Otepää, 26. Februar – 4. März 2018 | 55. Biathlon-Juniorenweltmeisterschaften in Otepää, 26. Februar – 4. März 2018 | 55. Biathlon-Juniorenweltmeisterschaften in Otepää, 26. Februar – 4. März 2018             | 55. Biathlon-Juniorenweltmeisterschaften in Otepää, 26. Februar – 4. März 2018 |
| ------------------------------------------------------------------------------ | ------------------------------------------------------------------------------ | ------------------------------------------------------------------------------ | ------------------------------------------------------------------------------------------ | ------------------------------------------------------------------------------ |
| Datum                                                                          | Disziplin                                                                      | Erster Platz                                                                   | Zweiter Platz                                                                              | Dritter Platz                                                                  |
| 27. Februar 2018 (Di.)                                                         | Staffel (3 × 6 km)                                                             | FrankreichCamille Bened Myrtille Bègue Lou Jeanmonnot Laurent                  | NorwegenUne Christiane Tronerud Kvelvane Emilie Ågheim Kalkenberg Kjersti Kvistad Dengerud | RusslandPolina Schewnina Emma Timerbulatowa Walerija Wasnezowa                 |
| 1. März 2018 (Do.)                                                             | Einzel (12,5 km)                                                               | Kamila Żuk                                                                     | Anna Krywonos                                                                              | Irina Kasakewitsch                                                             |
| 3. März 2018 (Sa.)                                                             | Sprint (7,5 km)                                                                | Kamila Żuk                                                                     | Markéta Davidová                                                                           | Myrtille Bègue                                                                 |
| 4. März 2018 (So.)                                                             | Verfolgung (10 km)                                                             | Markéta Davidová                                                               | Kamila Żuk                                                                                 | Myrtille Bègue                                                                 |

### Pokalwertungen Juniorinnen
| Endstand nach 12 Rennen (Top 10) |                     |        |       |
| \| Rang \| Name \| Punkte \| Siege \| \| ---- \| ------------------- \| ------ \| ----- \| \| 01 \| Lou Jeanmonnot \| 424 \| 1 \| \| 02 \| Myrtille Bègue \| 424 \| 1 \| \| 03 \| Camille Bened \| 325 \| 0 \| \| 04 \| Sophia Schneider \| 323 \| 2 \| \| 05 \| Irene Lardschneider \| 306 \| 1 \| \| 06 \| Marina Sauter \| 292 \| 1 \| \| 07 \| Sophie Chauveau \| 265 \| 0 \| \| 08 \| Anna Krywonos \| 260 \| 0 \| \| 09 \| Hanna Kebinger \| 253 \| 0 \| \| 10 \| Juliane Frühwirt \| 237 \| 0 \| |                     |        |       |
| Rang | Name                | Punkte | Siege |
| 01 | Lou Jeanmonnot      | 424    | 1     |
| 02 | Myrtille Bègue      | 424    | 1     |
| 03 | Camille Bened       | 325    | 0     |
| 04 | Sophia Schneider    | 323    | 2     |
| 05 | Irene Lardschneider | 306    | 1     |
| 06 | Marina Sauter       | 292    | 1     |
| 07 | Sophie Chauveau     | 265    | 0     |
| 08 | Anna Krywonos       | 260    | 0     |
| 09 | Hanna Kebinger      | 253    | 0     |
| 10 | Juliane Frühwirt    | 237    | 0     |

| Rang | Name                | Punkte | Siege |
| ---- | ------------------- | ------ | ----- |
| 01   | Lou Jeanmonnot      | 316    | 1     |
| 02   | Myrtille Bègue      | 268    | 1     |
| 03   | Sophia Schneider    | 267    | 2     |
| 04   | Marina Sauter       | 226    | 1     |
| 05   | Camille Bened       | 219    | 0     |
| 06   | Hanna Kebinger      | 186    | 0     |
| 07   | Sophie Chauveau     | 177    | 0     |
| 08   | Juliane Frühwirt    | 177    | 0     |
| 09   | Vanessa Voigt       | 155    | 0     |
| 10   | Irene Lardschneider | 144    | 0     |

| Rang | Name                | Punkte | Siege |
| ---- | ------------------- | ------ | ----- |
| 01   | Irene Lardschneider | 137    | 1     |
| 02   | Eleonora Fauner     | 119    | 0     |
| 03   | Lou Jeanmonnot      | 116    | 0     |
| 04   | Anna Krywonos       | 91     | 0     |
| 05   | Irina Kasakewitsch  | 89     | 0     |
| 06   | Myrtille Bègue      | 83     | 1     |
| 07   | Camille Bened       | 80     | 0     |
| 08   | Polina Schewnina    | 79     | 0     |
| 09   | Marina Sauter       | 75     | 0     |
| 10   | Kamila Żuk          | 74     | 1     |

| Rang | Name               | Punkte | Siege |
| ---- | ------------------ | ------ | ----- |
| 01   | Polina Schewnina   | 91     | 1     |
| 02   | Walerija Wasnezowa | 83     | 0     |
| 03   | Myrtille Bègue     | 78     | 0     |
| 04   | Emma Timerbulatowa | 70     | 0     |
| 05   | Sophie Chauveau    | 69     | 0     |
| 06   | Markéta Davidová   | 60     | 1     |
| 07   | Lou Jeanmonnot     | 57     | 0     |
| 08   | Anna Krywonos      | 56     | 0     |
| 09   | Elvira Öberg       | 54     | 0     |
| 09   | Kamila Żuk         | 54     | 0     |

## Junioren
| 1. IBU-Junior-Cup in Obertilliach, 8. – 10. Dezember 2017 | 1. IBU-Junior-Cup in Obertilliach, 8. – 10. Dezember 2017 | 1. IBU-Junior-Cup in Obertilliach, 8. – 10. Dezember 2017 | 1. IBU-Junior-Cup in Obertilliach, 8. – 10. Dezember 2017 | 1. IBU-Junior-Cup in Obertilliach, 8. – 10. Dezember 2017 |
| --------------------------------------------------------- | --------------------------------------------------------- | --------------------------------------------------------- | --------------------------------------------------------- | --------------------------------------------------------- |
| Datum                                                     | Disziplin                                                 | Erster Platz                                              | Zweiter Platz                                             | Dritter Platz                                             |
| 9. Dezember 2017 (Sa.)                                    | Sprint (10 km)                                            | Hugo Rivail                                               | Émilien Claude                                            | Michail Perwuschin                                        |
| 10. Dezember 2017 (So.)                                   | Sprint (10 km)                                            | Émilien Claude                                            | Hugo Rivail                                               | Tuukka Invenius                                           |

| 2. IBU-Junior-Cup in Ridnaun, 14. – 16. Dezember 2017 | 2. IBU-Junior-Cup in Ridnaun, 14. – 16. Dezember 2017 | 2. IBU-Junior-Cup in Ridnaun, 14. – 16. Dezember 2017 | 2. IBU-Junior-Cup in Ridnaun, 14. – 16. Dezember 2017 | 2. IBU-Junior-Cup in Ridnaun, 14. – 16. Dezember 2017 |
| ----------------------------------------------------- | ----------------------------------------------------- | ----------------------------------------------------- | ----------------------------------------------------- | ----------------------------------------------------- |
| Datum                                                 | Disziplin                                             | Erster Platz                                          | Zweiter Platz                                         | Dritter Platz                                         |
| 15. Dezember 2017 (Fr.)                               | Einzel (15 km)                                        | Wassili Tomschin                                      | Alex Cisar                                            | Danilo Riethmüller                                    |
| 16. Dezember 2017 (Sa.)                               | Sprint (10 km)                                        | Dsmitryj Lasouski                                     | Said Karimulla Chalili                                | Tim Grotian                                           |

| 3. IBU-Cup in Nové Město, 25. – 27. Januar 2018 | 3. IBU-Cup in Nové Město, 25. – 27. Januar 2018 | 3. IBU-Cup in Nové Město, 25. – 27. Januar 2018 | 3. IBU-Cup in Nové Město, 25. – 27. Januar 2018 | 3. IBU-Cup in Nové Město, 25. – 27. Januar 2018 |
| ----------------------------------------------- | ----------------------------------------------- | ----------------------------------------------- | ----------------------------------------------- | ----------------------------------------------- |
| Datum                                           | Disziplin                                       | Erster Platz                                    | Zweiter Platz                                   | Dritter Platz                                   |
| 26. Januar 2018 (Fr.)                           | Sprint (10 km)                                  | Émilien Claude                                  | Martin Perrillat Bottonet                       | Alex Cisar                                      |
| 27. Januar 2018 (Sa.)                           | Sprint (10 km)                                  | Martin Perrillat Bottonet                       | Danilo Riethmüller                              | Marinus Veit                                    |

| 3. Offene Junioren-Europameisterschaften in Pokljuka, 30. Januar – 4. Februar 2018 | 3. Offene Junioren-Europameisterschaften in Pokljuka, 30. Januar – 4. Februar 2018 | 3. Offene Junioren-Europameisterschaften in Pokljuka, 30. Januar – 4. Februar 2018 | 3. Offene Junioren-Europameisterschaften in Pokljuka, 30. Januar – 4. Februar 2018 | 3. Offene Junioren-Europameisterschaften in Pokljuka, 30. Januar – 4. Februar 2018 |
| ---------------------------------------------------------------------------------- | ---------------------------------------------------------------------------------- | ---------------------------------------------------------------------------------- | ---------------------------------------------------------------------------------- | ---------------------------------------------------------------------------------- |
| Datum                                                                              | Disziplin                                                                          | Erster Platz                                                                       | Zweiter Platz                                                                      | Dritter Platz                                                                      |
| 1. Februar 2018 (Do.)                                                              | Einzel (15 km)                                                                     | Said Karimulla Chalili                                                             | Wassili Tomschin                                                                   | Vítězslav Hornig                                                                   |
| 3. Februar 2017 (Sa.)                                                              | Sprint (10 km)                                                                     | Igor Malinowski                                                                    | Said Karimulla Chalili                                                             | Bohdan Zymbal                                                                      |
| 4. Februar 2017 (So.)                                                              | Verfolgung (12,5 km)                                                               | Igor Malinowski                                                                    | Bohdan Zymbal                                                                      | Martin Perrillat Bottonet                                                          |

| 55. Biathlon-Juniorenweltmeisterschaften in Otepää, 26. Februar – 4. März 2018 | 55. Biathlon-Juniorenweltmeisterschaften in Otepää, 26. Februar – 4. März 2018 | 55. Biathlon-Juniorenweltmeisterschaften in Otepää, 26. Februar – 4. März 2018       | 55. Biathlon-Juniorenweltmeisterschaften in Otepää, 26. Februar – 4. März 2018   | 55. Biathlon-Juniorenweltmeisterschaften in Otepää, 26. Februar – 4. März 2018 |
| ------------------------------------------------------------------------------ | ------------------------------------------------------------------------------ | ------------------------------------------------------------------------------------ | -------------------------------------------------------------------------------- | ------------------------------------------------------------------------------ |
| Datum                                                                          | Disziplin                                                                      | Erster Platz                                                                         | Zweiter Platz                                                                    | Dritter Platz                                                                  |
| 27. Februar 2018 (Di.)                                                         | Staffel (4 × 7,5 km)                                                           | RusslandSaid Karimulla Chalili Wassili Tomschin Wjatscheslaw Malejew Igor Malinowski | NorwegenSivert Guttorm Bakken Johannes Dale Endre Strømsheim Sturla Holm Lægreid | FrankreichHugo Rivail Émilien Claude Morgan Lamure Martin Perrillat Bottonet   |
| 1. März 2018 (Do.)                                                             | Einzel (15 km)                                                                 | Igor Malinowski                                                                      | Sturla Holm Lægreid                                                              | Said Karimulla Chalili                                                         |
| 3. März 2018 (Sa.)                                                             | Sprint (10 km)                                                                 | Wassili Tomschin                                                                     | Martin Perrillat Bottonet                                                        | Sverre Dahlen Aspenes                                                          |
| 4. März 2018 (So.)                                                             | Verfolgung (12,5 km)                                                           | Sverre Dahlen Aspenes                                                                | Martin Perrillat Bottonet                                                        | Johannes Dale                                                                  |

### Pokalwertungen Junioren
| Endstand nach 12 Rennen (Top 10) |                           |        |       |
| \| Rang \| Name \| Punkte \| Siege \| \| ---- \| ------------------------- \| ------ \| ----- \| \| 01 \| Martin Perrillat Bottonet \| 455 \| 2 \| \| 02 \| Said Karimulla Chalili \| 408 \| 1 \| \| 03 \| Igor Malinowski \| 389 \| 3 \| \| 04 \| Wassili Tomschin \| 361 \| 2 \| \| 05 \| Émilien Claude \| 361 \| 2 \| \| 06 \| Bohdan Zymbal \| 308 \| 0 \| \| 07 \| Danilo Riethmüller \| 307 \| 0 \| \| 08 \| Morgan Lamure \| 297 \| 0 \| \| 09 \| Hugo Rivail \| 282 \| 1 \| \| 10 \| Daniele Cappellari \| 281 \| 0 \| |                           |        |       |
| Rang | Name                      | Punkte | Siege |
| 01 | Martin Perrillat Bottonet | 455    | 2     |
| 02 | Said Karimulla Chalili    | 408    | 1     |
| 03 | Igor Malinowski           | 389    | 3     |
| 04 | Wassili Tomschin          | 361    | 2     |
| 05 | Émilien Claude            | 361    | 2     |
| 06 | Bohdan Zymbal             | 308    | 0     |
| 07 | Danilo Riethmüller        | 307    | 0     |
| 08 | Morgan Lamure             | 297    | 0     |
| 09 | Hugo Rivail               | 282    | 1     |
| 10 | Daniele Cappellari        | 281    | 0     |

| Rang | Name                      | Punkte | Siege |
| ---- | ------------------------- | ------ | ----- |
| 01   | Martin Perrillat Bottonet | 301    | 1     |
| 02   | Émilien Claude            | 258    | 2     |
| 03   | Tim Grotian               | 214    | 0     |
| 04   | Hugo Rivail               | 209    | 1     |
| 05   | Morgan Lamure             | 209    | 0     |
| 06   | Said Karimulla Chalili    | 194    | 0     |
| 07   | Bohdan Zymbal             | 187    | 0     |
| 08   | Jakub Štvrtecký           | 186    | 0     |
| 09   | Danilo Riethmüller        | 184    | 0     |
| 10   | Daniele Cappellari        | 164    | 0     |

| Rang | Name                      | Punkte | Siege |
| ---- | ------------------------- | ------ | ----- |
| 01   | Wassili Tomschin          | 146    | 0     |
| 02   | Said Karimulla Chalili    | 130    | 1     |
| 03   | Igor Malinowski           | 116    | 1     |
| 04   | Danilo Riethmüller        | 112    | 0     |
| 05   | Sebastian Stalder         | 99     | 0     |
| 06   | Hugo Rivail               | 95     | 0     |
| 07   | Martin Perrillat Bottonet | 80     | 0     |
| 08   | Vítězslav Hornig          | 80     | 0     |
| 09   | Bohdan Zymbal             | 72     | 0     |
| 10   | Morgan Lamure             | 63     | 0     |

| Rang | Name                      | Punkte | Siege |
| ---- | ------------------------- | ------ | ----- |
| 01   | Igor Malinowski           | 103    | 1     |
| 02   | Martin Perrillat Bottonet | 102    | 0     |
| 03   | Said Karimulla Chalili    | 81     | 0     |
| 04   | Bohdan Zymbal             | 71     | 0     |
| 05   | Wassili Tomschin          | 71     | 0     |
| 06   | Tuukka Invenius           | 69     | 0     |
| 07   | Daniele Cappellari        | 62     | 0     |
| 08   | Sverre Dahlen Aspenes     | 60     | 1     |
| 09   | Émilien Claude            | 60     | 0     |
| 10   | Wjatscheslaw Malejew      | 59     | 0     |

## Mixed
| 3. Offene Junioren-Europameisterschaften in Pokljuka, 30. Januar – 4. Februar 2018 | 3. Offene Junioren-Europameisterschaften in Pokljuka, 30. Januar – 4. Februar 2018 | 3. Offene Junioren-Europameisterschaften in Pokljuka, 30. Januar – 4. Februar 2018 | 3. Offene Junioren-Europameisterschaften in Pokljuka, 30. Januar – 4. Februar 2018 | 3. Offene Junioren-Europameisterschaften in Pokljuka, 30. Januar – 4. Februar 2018 |
| ---------------------------------------------------------------------------------- | ---------------------------------------------------------------------------------- | ---------------------------------------------------------------------------------- | ---------------------------------------------------------------------------------- | ---------------------------------------------------------------------------------- |
| Datum                                                                              | Disziplin                                                                          | Erster Platz                                                                       | Zweiter Platz                                                                      | Dritter Platz                                                                      |
| 31. Januar 2018 (Mi.)                                                              | Single-Mixed-Staffel (4 × 3 km + 1,5 km) (W-M)                                     | FinnlandJenni Keranen Jaakko Ranta                                                 | SlowenienUrška Poje Anton Vidmar                                                   | BelarusVolha Haurylkina Dsmitryj Lasouski                                          |
| 31. Januar 2018 (Mi.)                                                              | Mixed-Staffel (2 × 6 km + 2 × 7,5 km) (W-M)                                        | RusslandPolina Schewnina Walerija Wasnezowa Wassili Tomschin Igor Malinowski       | ItalienIrene Lardschneider Eleonora Fauner Patrick Braunhofer Daniele Cappellari   | PolenNatalia Tomaszewska Joanna Jakieła Przemysław Pancerz Marcin Szwajnos         |